# 環境基本計画
環境基本計画（かんきょうきほんけいかく）とは、国や地方自治体（時には民間企業など）の環境保全に関する基本的な計画。

## 日本国の環境基本計画
日本（政府）の環境基本計画は、環境基本法第15条の規定に基づき、政府全体の環境保全に関する総合的、長期的な施策の大綱及び環境の保全に関する施策を総合的かつ計画的に推進するために必要な事項を定める計画として策定される。
中央環境審議会の意見を聴いて環境大臣が案を作成し、閣議において決定される。

### 第1次環境基本計画
1994年（平成6年）12月16日に閣議決定された最初の環境基本計画では、環境政策の長期的な目標として、
- 「環境への負荷の少ない循環を基調とする経済社会システムの実現」
- 「自然と人間との共生の確保」
- 「公平な役割分担の下でのすべての主体の参加の実現」
- 「国際的取組の推進」

の4つを掲げ、その実現のための施策の基本的な方向、各主体の役割、計画の効果的な実施のための手段を定めている。

### 第2次環境基本計画
2000年（平成12年）12月22日閣議決定され、改訂が行われた第2次環境基本計画（副題：環境の世紀への道しるべ）は、以下の4部で構成される。
- 第1部　環境の現状と環境政策の課題
- 第2部　21世紀初頭における環境政策の展開の方向
- 第3部　各環境保全施策の具体的な展開
- 第4部　計画の具体的な実施

このうち、第3部第1章においては、地球温暖化対策、物質循環の確保と循環型社会の形成、環境への負荷の少ない交通、環境保全上健全な水循環の確保、化学物質対策、生物多様性の保全、環境教育・環境学習、環境投資等を、重点的に取り組む11の戦略的プログラムとして位置づけた。

### 第3次環境基本計画
2006年（平成18年）4月7日に第3次環境基本計画（副題：環境から拓く 新たなゆたかさへの道）が閣議決定された。
第3次環境基本計画のポイントは以下のとおりである。
- 今後の環境政策の展開の方向として、環境と経済の好循環に加えて、社会的な側面も一体的な向上を目指す「環境的側面、経済的側面、社会的側面の統合的な向上」などを提示。
- 今後展開する取組として「市場において環境の価値が積極的に評価される仕組みづくり」「環境保全の人づくり・地域づくりの推進」などを決定。
- 計画の効果的な推進のための枠組みとして、計画の進捗状況を具体的な数値で明らかにするため、重点分野での具体的な指標・目標、総合的な環境指標を設定。

内容は、以下の3部で構成される。
- 第1部　環境の現状と環境政策の展開の方向
- 第2部　今四半世紀における環境政策の具体的な展開
- 第3部　計画の効果的実施

このうち、第2部第1章においては、前進を図る必要性が高い10の分野を「重点分野政策プログラム」として位置づけた。詳細は以下のとおり。
- 事象面で分けた重点分野政策プログラム
  - 地球温暖化問題に対する取組
  - 物質循環の確保と循環型社会の構築のための取組
  - 都市における良好な大気環境の確保に関する取組
  - 環境保全上健全な水循環の確保に向けた取組
  - 化学物質の環境リスクの低減に向けた取組
  - 生物多様性の保全のための取組
- 事象横断的な重点分野政策プログラム
  - 市場において環境の価値が積極的に評価される仕組みづくり
  - 環境保全の人づくり・地域づくりの推進
  - 長期的な視野を持った科学技術､環境情報､政策手法等の基盤の整備
  - 国際的枠組みやルールの形成等の国際的取組の推進

### 第4次環境基本計画
2012年(平成24年)4月27日に第4次環境基本計画が閣議決定された。
- 第1部 環境の状況と環境政策の展開の方向
- 第2部 今後の環境政策の具体的な展開
- 第3部 計画の効果的実施

で構成され、9つの重点課題
1. 経済・社会のグリーン化とグリーン・イノベーションの推進
2. 国際情勢に的確に対応した戦略的取組の推進
3. 持続可能な社会を実現するための地域づくり・人づくり、基盤整備の推進
4. 地球温暖化に関する取組
5. 生物多様性の保全及び持続可能な利用に関する取組
6. 物質循環の確保と循環型社会の構築のための取組
7. 水環境保全に関する取組
8. 大気環境保全に関する取組
9. 包括的な化学物質対策の確立と推進のための取組

で政策を整理した上で、次の2項目を章として加えている。
- 東日本大震災からの復旧・復興に際して環境の面から配慮すべき事項
- 放射性物質による環境汚染からの回復等

環境基本法の改正(2012年(平成24年))を受けて、放射性物質が対象に加わったことが大きな変化である。

### 第5次環境基本計画
2018年（平成30年）4月17日に第5次環境基本計画が閣議決定された。
以下のような環境政策の方向性を示している。
（１）ＳＤＧｓ、パリ協定採択後に初めて策定される環境基本計画です。ＳＤＧｓの考え方も活用しながら、分野横断的な６つの「重点戦略」を設定し、環境政策による経済社会システム、ライフスタイル、技術などあらゆる観点からのイノベーションの創出や、経済・社会的課題の「同時解決」を実現し、将来に渡って質の高い生活をもたらす「新たな成長」につなげていくこととしています。
（２）地域の活力を最大限に発揮する「地域循環共生圏」の考え方を新たに提唱し、各地域が自立・分散型の社会を形成しつつ、地域の特性に応じて資源を補完し支え合う取組を推進していくこととしています。

## 日本の地方自治体における環境基本計画
都道府県、市町村などの地方自治体レベルにおいても、計画策定が進んでいる。
法令上の策定義務のない任意計画として策定する場合もあれば、国における環境基本法と環境基本計画の関係にならい、当該自治体における環境基本計画の策定を規定する条例（環境基本条例）を制定することも多い。
なお、計画策定には、市民や事業者自らがワークショップ、市民会議などの手法を用いて参加するケースが多い。
なお、国よりも地方が公害行政を先行して行ってきたという経緯もあり、国の環境基本計画策定に先立ち、1973年（昭和48年）の大阪府を皮切りに、「環境管理計画」という名称で、地方自治体において環境基本計画の前身となる計画の策定が進んだ。内容としては、公害の規制のほか、快適環境の創造や自然環境の保全などが取り上げられるとともに、環境の評価と利用にあたっての配慮事項とその指針を示すものが多く見られた。